# 三升小三
三升 小三（1897年 - 1965年ころ）は、落語家（上方噺家）。本名は不詳。
出生地不明、大正末ころから三升家紋右衛門の門下の2代目三升紋弥（曲独楽の三増紋也の父）門下となり三升小三となる。花月亭九里丸は兄弟子に当たる。前座時代を大八所属で過ごす。このころのよくかけていたネタは「寄合酒」であった。
その後主要寄席には出ず地方や色物の寄席に出ていた。1929年の神戸湊座の演芸大会に出たのを最後につまびらかでないが、戦後戎橋松竹などの寄席でヘタリをしていた。
晩年、NHKの落語会で桂小三を名乗って出演したことがあった。1965年ころ亡くなった。